# Pireliometro

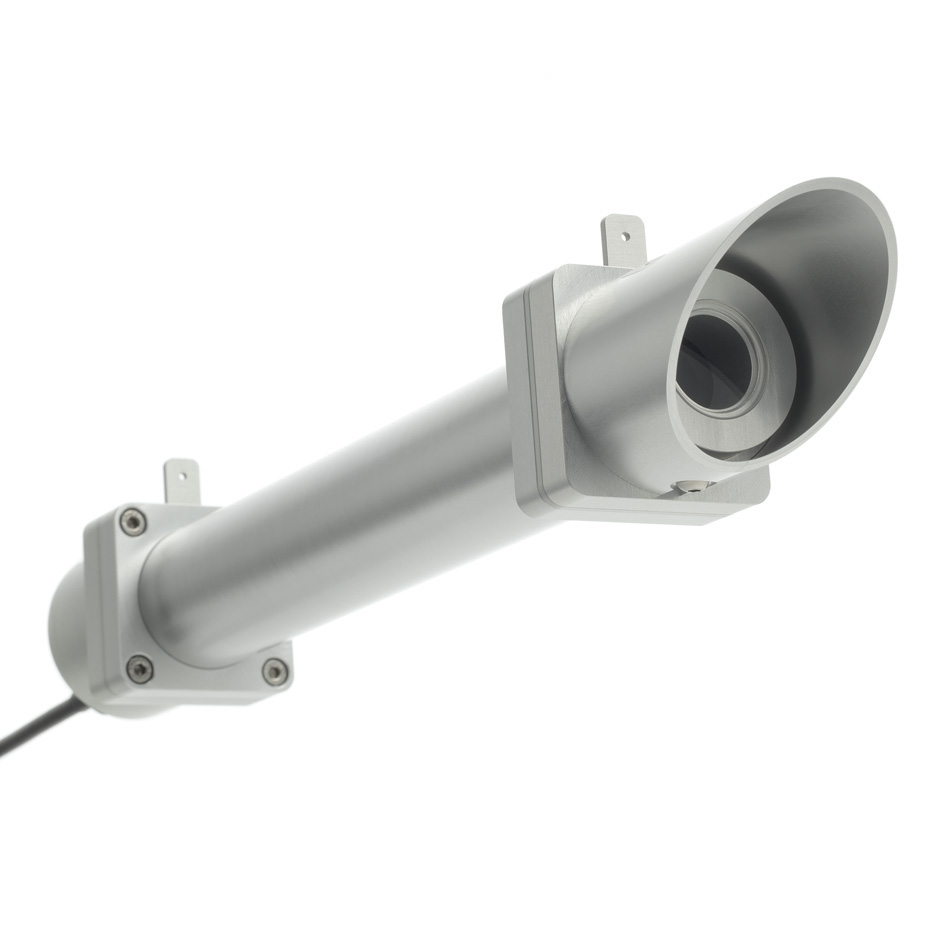
Pireliometro DR01

Il pireliometro o piroeliometro è uno strumento usato per misurare l'intensità della radiazione solare diretta ovvero quella che giunge a terra sotto un ben determinato angolo e senza subire riflessioni.
È in genere costituito da un lungo tubo all'estremità del quale, perpendicolarmente, è posizionato il sensore.
Il sensore è generalmente un corpo nero che assorbe tutta la radiazione solare riscaldandosi. Da una misura della temperatura del corpo si può risalire all'energia assorbita ovvero all'intensità della radiazione che l'ha colpito.